# Henriksenia hilaris
Espèce
Synonymes
- Misumena hilaris Thorell, 1877
- Misumena braminica Simon, 1906
- Synema seranicum Strand, 1913
- Misumenops buehleri Schenkel, 1944
- Misumenoides deccanes Tikader, 1965
- Misumenoides shulli Tikader, 1965
- Diaea jaintious Tikader, 1966
- Misumena decorata Tikader, 1980
- Misumenoides matinikus Barrion & Litsinger, 1995
- Misumenoides pabilogus Barrion & Litsinger, 1995

Henriksenia hilaris est une espèce d'araignées aranéomorphes de la famille des Thomisidae.

## Distribution
Cette espèce se rencontre en Asie du Sud, en Asie du Sud-Est et en Nouvelle-Guinée.

## Description
La femelle holotype mesure 6 mm.

## Publication originale
- Thorell, 1877 : Studi sui Ragni Malesi e Papuani. I. Ragni di Selebes raccolti nel 1874 dal Dott. O. Beccari. Annali del Museo Civico di Storia Naturale di Genova, vol. 10, p. 341-637  (texte intégral).